# Giả Lặc Miệt
Giả Lặc Miệt hay còn gọi là Gia Luật Mễ (tiếng Hán: 者勒蔑) người bộ tộc Khất Nhan, con của một người tên Hán là Bách Linh Điểu, thuộc hạ của Dã Tốc Cai, thuộc bộ lạc Mông Cổ. Ông là anh của Tốc Bất Đài.

## Sự nghiệp
Khi Thiết Mộc Chân trưởng thành, tập hợp lại bộ lạc Khất Nhan, hai anh em Giả Lặc Miệt, Tốc Bất Đài đưa gia đình về chung sống với Thiết Mộc Chân. Do có sức khỏe, Giả Lặc Miệt và Tốc Bất Đài được Thiết Mộc Chân chọn làm hộ vệ. Giả Lặc Miệt cũng giới thiệu một người là Hốt Tất Lai, về sau trở thành một danh tướng của Thiết Mộc Chân.
Giả Lặc Miệt, Tốc Bất Đài phò tá Thiết Mộc Chân trong quá trình thống nhất các bộ lạc Mông Cổ, tham gia nhiều chiến dịch. Ông cùng với Bác Nhĩ Truật được Thiết Mộc Chân xem như những người thân tín nhất như anh em ruột thịt. Bác Nhĩ Truật được giao quyền về chỉ huy quân đội còn Giả Lặc Miệt được cử đứng đầu quân Khiết - tiếp, tức quân túc vệ của Khả hãn. Lúc Mộc Hoa Lê đầu quân cho Thiết Mộc Chân thì là bộ thuộc dưới quyền Giả Lặc Miệt.
Khi đánh bộ tộc Thái Xích Ô, Thiết Mộc Chân bị Triết Biệt bắn bị thương. Giả Lặc Miệt đã dùng miệng để hút máu độc ra ngoài. Khi tỉnh lại, Thiết Mộc Chân khát nước thèm uống sữa ngựa, nhưng doanh trại không còn giọt nào. Giả Lặc Miệt cùng con trai thứ ba của Thiết Mộc Chân là Oa Khoát Đài đột nhập vào doanh trại Thái Xích Ô để kiếm sữa ngựa. Oa Khoát Đài đứng ngoài canh phòng, còn Giả Lặc Miệt đột nhập vào trong, kiếm được sữa ngựa đem về.
Thiết Mộc Chân khi lên ngôi Đại hãn phong cho Giả Lặc Miệt làm Vạn hộ, có thể tha chết chín lần nếu phạm trọng tội do sự trung thành và công lao to lớn đối với mình.
Giả Lặc Miệt tham gia quá trình thống nhất các bộ lạc Mông Cổ, sau đó ông tham gia các chiến dịch chinh phạt Tây Hạ, Đại Kim, Hoa Thích Tử Mô và Tây chinh. Mặc dù không nổi tiếng bằng người em Tốc Bất Đài về quyền thống soái trong các chiến dịch quân sự, Giả Lặc Miệt lại nổi tiếng bởi sự dũng mãnh, thiện chiến và chính trực. Giả Lặc Miệt thường làm chỉ huy một cánh quân trong các chiến dịch quân sự dưới quyền Thành Cát Tư Hãn, Oa Khoát Đài hay em trai ông Tốc Bất Đài.
Giả Lặc Miệt được đánh giá là một trong mười đại công thần của Thành Cát Tư Hãn và đứng vào hàng Tứ cẩu (Bốn con chó săn, người Mông Cổ hay đi săn, chó săn là vật cưng nhất của chủ), bốn viên tướng dũng mãnh, thiện chiến nhất gồm: Hốt Tất Lai, Giả Lặc Miệt, Triết Biệt và Tốc Bất Đài.